# Sanne Broström
Sanne Sylvia Alice Broström, född 7 september 1991 i Skarpnäcks församling i Stockholm, är en svensk skådespelerska.
Broström har studerat improvisation i Göteborg och skådespeleri i Stockholm och har arbetat som skådespelerska sedan 2016. Utöver ett antal mindre roller i reklamfilmer, TV-serier och filmer har hon bland annat medverkat i filmen Fördömda själar och Cora. 2024 spelade hon en av huvudrollerna, Viola,  i skräckfilmen Sankta Lucia.

## Filmografi
- 2017 – Tom of Finland
- 2018 – Fördömda själar
- 2024 – Historien om Sverige (TV-serie)
- 2024 – Cora
- 2024 – Sankta Lucia